# Robert Murić
Robert Murić (Varaždin, 12 de marzo de 1996) es un futbolista croata. Juega como centrocampista y su equipo es el N. Š. Mura de la Primera Liga de Eslovenia.

## Clubes
| Club                     | País         | Año       |
| ------------------------ | ------------ | --------- |
| G. N. K. Dinamo Zagreb   | Croacia      | 2014      |
| Jong Ajax                | Países Bajos | 2014-2015 |
| Ajax de Ámsterdam        | Países Bajos | 2015-2016 |
| Delfino Pescara (cedido) | Italia       | 2016-2017 |
| Jong Ajax                | Países Bajos | 2017      |
| Sporting de Braga        | Portugal     | 2017-2019 |
| H. N. K. Rijeka          | Croacia      | 2019-2022 |
| Konyaspor                | Turquía      | 2022-2024 |
| N. K. Slaven Belupo      | Croacia      | 2024-2025 |
| N. Š. Mura               | Eslovenia    | 2025-     |

## Palmarés

### Títulos nacionales
| Título          | Club            | País    | Año  |
| --------------- | --------------- | ------- | ---- |
| Copa de Croacia | H. N. K. Rijeka | Croacia | 2019 |
| Copa de Croacia | H. N. K. Rijeka | Croacia | 2020 |